# XL Airways France
XL Airways France (до 2006 года Star Airways) — ныне недействующая частная французская авиакомпания, базировавшаяся в аэропорту Парижа Шарль-де-Голль. Авиакомпания обслуживала направления в Африку, на Средний Восток, в США и на Антильские острова в основном, из аэропорта Шарль-де-Голль. 23 сентября 2019 года, авиакомпания прекратила своё существование.

## История
Авиакомпания была основана Седриком Пастуром в августе 1995 года как Star Europe. В октябре 1997 года, авиакомпания была переименована в Star Airlines. 23 ноября 2006 года, авиакомпания вновь была переименована: в XL AIrways France, а в 2008 году, её родительская компания XL Leisure обанкротилась, тогда авиакомпанию выкупил Straumur Investment Bank.
Авиакомпания владела двумя дочерними авиакомпаниями: XL Airways Germany и XL Airways UK, которые прекратили своё существование в 2013 и в 2008 годах соответственно.
19 сентября 2019 года, XL AIrways была передана под внешнее управление в связи с финансовыми проблемами, позже, была прекращена продажа билетов, а 23 сентября были отменены все рейсы. Переговоры с потенциальными покупателями авиакомпании, для её спасения от банкротства велись больше года и даже во время судебных заседаний. 4 октября, Жерар Хуа, бывший акционер Aigle Azur предложил авиакомпании продать 2 из четырёх самолётов в её флоте, и распустить 48 % персонала авиакомпании, но суд посчитал это недостаточным для спасения авиакомпании, поэтому было постановлено решение о ликвидации XL Airways.
В январе 2020 года, оставшиеся активы авиакомпании были проданы на аукционе. Также был продан бренд и сайт авиакомпании за 686 тысяч евро неизвестному участнику аукциона.

## Направления
По состоянию на июнь 2019 года, флот авиакомпании состоит из следующих направлений:

## Флот

### Флот на момент прекращения деятельности
На момент прекращения деятельности, флот авиакомпании состоял из следующих типов самолётов:

### Типы самолётов, эксплуатируемые до 2016 года
Самолёты, ранее эксплуатируемые XL Airways France: